# ألان هارت
ألان هارت (بالإنجليزية: Alan Hart)‏ (21 فبراير 1956 المملكة المتحدة - ) هو لاعب كرة قدم بريطاني يلعب كلاعب وسط.